# 린충한
린충한(중국어 정체자: 林琮翰, 병음: Lín Chónghàn, 한자음: 임종한, 파이완어: Sakinu 사키누, 아미어: Maysang 메이상, 푸유마어: Facan 파찬, 1969년 7월 19일~)은 중화민국의 정치인이다.